# Roccasicura
Roccasicura – miejscowość i gmina we Włoszech, w regionie Molise, w prowincji Isernia.
Według danych na rok 2004 gminę zamieszkiwały 624 osoby, 21,5 os./km².